# Мехді-бей Фрашері
Мехді-бей Фрашері (алб. Mehdi Bej Frashëri; * 28 лютого 1872, місцевість Фрашері,— † 25 травня 1963, Рим) — албанський політик.